# Blinded by the Light
Blinded by the Light è una canzone del cantautore statunitense Bruce Springsteen, pubblicata nel 1973 come primo singolo tratto dal suo album di debutto, Greetings from Asbury Park, N.J..

## Storia
Blinded by the Light , prima traccia dell'album di debutto uscito nel gennaio del 1973, fu pubblicata come singolo il 23 febbraio dello stesso anno. La versione per il 45 giri, che conteneva come lato B la canzone The Angel, anch'essa tratta da Greetings, fu accorciata in sede di post-produzione eliminando un intero ritornello per renderla più adatta alla trasmissione radiofonica nelle stazioni AM. Nonostante lo sforzo promozionale della Columbia all'inizio non ebbe particolare successo e non entrò in classifica.
Nel luglio del 1972 Springsteen aveva inciso con la sua band una decina di tracce per il suo primo album. Clive Davis, presidente della Columbia Records, si dichiarò insoddisfatto del risultato poiché a suo parere nessuna canzone del disco era adatta ad essere lanciata come singolo. Springsteen compose allora due nuove canzoni, Spirit in the Night e Blinded by the Light, che furono registrate alla fine dell'estate dopo che i musicisti erano già stati congedati. Springsteen suonò così tutti gli strumenti, ma richiamò però Vini Lopez per le parti di batteria, ottenne il contributo del pianista Harold Wheeler e chiese a Clarence Clemons, un sassofonista che aveva conosciuto l'anno prima a Asbury Park, di partecipare alle sessioni di registrazione aggiuntive.

## La canzone
Springsteen ha raccontato di aver scritto la canzone nel suo appartamento a Asbury Park e di aver steso prima il testo e poi composto la musica, anche se in alcune cronache si dice che il cantautore l'avrebbe composta in spiaggia, dopo il dialogo con Clive Davis che chiedeva una hit per il traino dell'album. Il testo è molto "verboso", come osservato nella recensione di Lester Bangs su Rolling Stone, quasi a voler confermare l'idea di Springsteen come il "nuovo Dylan", l'etichetta che i discografici avevano scelto per il lancio pubblicitario dell'esordiente artista. In effetti lo stile di scrittura può ricordare, secondo alcuni commentatori, quello di Bob Dylan del periodo 1965-66, l'epoca della "trilogia elettrica" di Bringing It All Back Home,  Highway 61 Revisited e Blonde on Blonde, analogia che comunque è sempre stata minimizzata da Sprigsteen. L'accostamento con Dylan, in forza del "fiume di parole" utilizzato da Springsteen nelle canzoni di Greetings, fu sottolineato anche nelle recensioni dell'epoca che segnalarono anche il debito artistico verso Van Morrison e The Band. La canzone è popolata, come di consueto per le composizioni springsteeniane di quel periodo, da personaggi pittoreschi a volte ispirati a persone reali. I "batteristi pazzi" del testo sono ad esempio un richiamo a Vini Lopez soprannominato  "Mad Dog" ("Cane pazzo") e il protagonista stesso del pezzo è identificabile con Sprigsteen adolescente. La scelta delle parole, apparentemente senza senso, colpì comunque i critici per la loro forza evocativa.
Blinded by the Light, nonostante sia uscita come singolo, è stata suonata piuttosto raramente in concerto. In tutto si contano poco più di settanta esecuzioni nell'arco di oltre 40 anni di cui alcune con un arrangiamento completamente diverso dall'originale durante il tour con la Seeger Sessions Band nel 2006.

## Tracce
Testi e musiche di Bruce Springsteen; edizioni musicali Laurel Canyon Music Ltd..
1. Blinded by the Light – 3:58
2. The Angel – 3:23

## Formazione
- Bruce Springsteen - voce, chitarra, basso
- Vini Lopez - batteria, cori
- Clarence Clemons - sassofono, cori
- Harold Wheeler - pianoforte

## Cover
Nel 1976 il gruppo Manfred Mann's Earth Band realizzò una propria versione della canzone per l'album The Roaring Silence che raggiunse la prima posizione della Billboard Hot 100 il 19 febbraio 1977, prima e unica volta in cui Bruce Springsteen raggiunse la vetta della classifica statunitense dei singoli, sia pur solo come autore. Vi riuscì come interprete nel 1985 ma come membro del supergruppo USA for Africa con We Are the World.

## Discografia
- 1973 – Bruce Springsteen, Greetings from Asbury Park, N.J., LP, Columbia Records KC 31903
- 1973 – Bruce Springsteen, Blinded by the Light / The Angel, 45gg, Columbia Records 4-45805
- 1976 – Manfred Mann's Earth Band, The Roaring Silence, LP, Bronze Records ILPS 9357
- 1976 – Manfred Mann's Earth Band, Blinded by the Light / Starbird No. 2, 45gg, Warner Bros. Records WBS 8252
- 2007 – Bruce Springsteen with the Sessions Band, Live in Dublin, CD (doppio), Columbia Records 88697 09582 2, dal vivo